# Рамсар
Рамсар (перс. رامسر‎, маз. رامسر) — город на севере Ирана в провинции Мазендеран, административный центр шахрестана Рамсар. Расположен на южном берегу Каспийского моря. Население — 35 997 человек. Основа экономики — туризм. Рамсар расположен в предгорьях Эльбурса, из города проложены канатные дороги. Большую культурную ценность представляет также дворец Пехлеви.
Рамсар известен как место с наивысшей концентрацией естественной радиации в мире. Грунтовые воды растворяют радий в подземных ураносодержащих магматических породах и выходят на поверхность в виде десятка горячих источников (используемых в качестве мест отдыха местными и туристами). Часть радия попадает в травертин, используемый в местном строительстве, часть — попадает в почву, питьевую воду и злаки.. Жители города и его окрестностей получают средние годовые дозы около 10 миллиГрей. Такие уровни до 80 раз выше, чем среднемировой радиационный фон.
В феврале 1971 года в городе была принята Рамсарская конвенция о водно-болотных угодьях, имеющих международное значение главным образом в качестве местообитаний водоплавающих птиц.